# Linda Lapointe
Pour les articles homonymes, voir Lapointe.
Linda Lapointe, née le 2 juillet 1960 à Laval, est une femme d'affaires et femme politique québécoise. Elle a été députée à l'Assemblée nationale du Québec de 2007 à 2008. Elle a été députée d'octobre 2015 au 21 octobre 2019 libérale de la circonscription de Rivière-des-Mille-Îles à la Chambre des communes du Canada.

## Biographie
Linda Lapointe obtient en 1979 un Diplôme d'études collégiales en sciences de la santé au Cégep Ahuntsic. Elle a été membre de l'équipe de ski alpin de cette institution en 1978 et en 1979. En 1986, elle complète un baccalauréat en administration des affaires option finance de l'Université de Montréal. Elle a travaillé depuis son adolescence dans l'épicerie que son père a ouverte à Boisbriand en 1969 et qui est devenue un supermarché Provigo en 1980. Elle a été gérante de services et responsable de la comptabilité dans l'entreprise familiale de 1980 à 1988, puis est devenue directrice du magasin de 1988 à 1997 et enfin propriétaire et directrice de Provigo Lapointe et Fille de 1997 jusqu'à ce qu'elle vende l'entreprise en 2006,.

### Implication communautaire
Parallèlement à sa carrière de gestionnaire, elle a été trésorière et membre du Conseil d'administration de l'Association des détaillants en alimentation du Québec (ADAQ) de 2002 à 2006. Cette dernière l'a nommée à son Temple de la renommée en 2013. Dans sa communauté, elle a été présidente du Regroupement des gens d’affaires de Boisbriand de 2009 à 2015. Depuis l'âge de 26 ans, elle s'implique activement dans son milieu, notamment à titre d'organisatrice du Déjeuner de partage.

## Carrière politique
Linda Lapointe a fait de la politique municipale, provinciale et fédérales

### Politique municipale
Linda Lapointe a débuté en politique municipale, étant candidate aux élections municipales de 2005 à Boisbriand pour le Ralliement des citoyens.

### Politique provinciale
Lors de l'élection générale de 2007, Linda Lapointe est devenue députée de Groulx à l'Assemblée nationale du Québec sous la bannière de l'Action démocratique du Québec. De mai à octobre 2008, elle a été whip adjointe de l’opposition officielle. Elle a également été vice-présidente de la Commission des finances publiques.
Elle est défaite par le péquiste René Gauvreau à l'élection générale québécoise de 2008. En 2009, elle appuie Gilles Taillon lors de la course à la direction de l'Action démocratique du Québec.
Linda Lapointe est candidate pour le Parti libéral du Québec, toujours dans la circonscription de Groulx, lors des élections générales de 2012 et termine au troisième rang.

### Politique fédérale
En 2014, Linda Lapointe annonce son intention d'être candidate du Parti libéral du Canada pour les élections prévues l'année suivante. Elle obtient l'investiture dans Rivière-des-Mille-Îles en février 2015, et le 19 octobre suivant, elle est élue lors des élections fédérales. Elle est défaite en 2019 et 2021. Elle se présente à nouveau en 2025.

## Députée à la Chambre des communes
Elle est députée de 2015 à 2019.

### Membre de comités
Elle siège sur deux comités parlementaires de la Chambre des communes : le Comité permanent des langues officielles du Canada et le Comité permanent du commerce international.
En tant que membre du comité des langues officielles, elle est amenée à étudier les programmes du gouvernement du Canada visant à favoriser l’immigration francophone dans les communautés en situation minoritaire du Canada, à élaborer de la nouvelle Feuille de route des langues officielles du Canada 2018-2023 en partenariat avec la ministre du Patrimoine, Mélanie Joly, à étudier le fonctionnement du bureau de la traduction du Canada et son outil de traduction automatique (Portage), à étudier le service bilingue de la compagnie aérienne Air Canada, ainsi qu'à étudier l'accès à la justice dans les deux langues et bien d’autres dossiers. 
En tant que membre du comité du commerce international, elle est amenée, conjointement avec les autres députés-membres, à orienter ainsi que diriger des études et des rapports sur les questions commerciales de la politique étrangère canadienne. L’Accord sur le bois d’œuvre résineux entre le Canada et les États-Unis, l’Accord de partenariat transpacifique, l’Accord économique et commercial global avec l’Europe (AECG) sont des dossiers dont elle a traité dans le cadre de ses fonctions.

### Projet de loi C-236
Elle a déposé un projet de loi privé agissant dans le dossier des frais d’interchange, soit le projet de loi C-236, Loi modifiant la Loi sur les réseaux de cartes de paiement (frais d’acceptation d’une carte de crédit). Elle a déposé son projet de loi le 25 février 2016 à la Chambre des communes, mais ce projet de loi a été retiré du feuilleton en octobre 2018.

## Vie privée
Linda Lapointe est mère de quatre enfants.